# سیارک ۲۹۴۹
سیارک ۲۹۴۹ (به انگلیسی: 2949 Kaverznev، نامگذاری:1970PR) دو هزار و نهصد و چهل و نهمین سیارک کشف شده‌است که در ۹ اوت ۱۹۷۰ کشف شد.
قدر مطلق سیارک برابر ۱۳٫۳۰ است.